# Hydroptila
Hydroptila – chruścik (Insecta: Trichoptera) z rodziny Hydroptilidae. Są to małe gatunki, larwy i imagines nie przekraczają kilku milimetrów. Larwy budują bocznie spłaszczone, fasolowate domki z ziaren piasku, zespolonych przędzą jedwabną. Larwy są 'glonopijcami' – nakłuwają komórki glonów i wysysają cytoplazmę (stąd zaliczane są do funkcjonalnej grupy troficznej – wysysaczy). Chruściki z rodzaju Hydroptila zasiedlają rzeki i jeziora różnego typu troficznego.
W Polsce wykazano występowanie następujących gatunków:
- Hydroptila angulata
- Hydroptila cornuta
- Hydroptila dampfi
- Hydroptila forcipata
- Hydroptila lotensis
- Hydroptila martini
- Hydroptila occulta
- Hydroptila pulchricornis
- Hydroptila simulans
- Hydroptila sparsa
- Hydroptila tineoides
- Hydroptila vectis